# Pace Airlines
Bản mẫu:Airline infobox
Pace Airlines (mã IATA = Y5, mã ICAO = PCE) là hãng hàng không của Hoa Kỳ, trụ sở ở Winston-Salem, Bắc Carolina. Hãng có các chuyến bay chở khách thuê bao. Căn cứ chính của hãng ở Sân bay Smith Reynolds, Winston-Salem.

## Lịch sử
Pace Airlines được công ty Piedmont Aviation Services thành lập ngày 2.1.1996. Tháng 12/2002, Bob Brooks, chủ nhân của dãy tiệm ăn Hooters tuyên bố đã mua hãng này, hoạt động dưới tên Hooters Air mặc dù Hooters Air từ đó đã ngưng các cuyến đường cố định, và chỉ còn đảm nhận các chuyến bay thuê bao. Pace Airlines (Winston-Salem) có 458 nhân viên(tháng 3/2007).

## Các nơi đến
- Caribbe
- México
- Costa Rica
- Cancun
- Aruba
- Jamaica
- Bahamas
- Saint Lucia
- Punta Cana
- Trinidad

## Đội máy bay
(Tháng 6/2008):
- 5 Boeing 737-200
- 1 Boeing 737-300
- 1 Boeing 757-200
- 1 Boeing 767-200